# Lou Seriol
Lou Seriol est un groupe musical italien, originaire de la province de Coni, dans le Piémont. Les musiciens du groupe chantent essentiellement en occitan.

## Histoire
Le groupe (dont le nom signifie « Les écureuils » en français) est formé en 1992. Il est originaire d'Aisone (Aison en occitan) dans la Valle Stura de la province de Coni dans le Piémont. Lorsqu'ils se sont lancés, le plus jeune, Edoardo, avait 12 ans, le plus âgé en avait 15. Ils étaient encouragés par Sergio Berardo, le leader du groupe Lou Dalfin, qui était pour certains leur professeur de musique. Ils ont commencé par animer des bals traditionnels dans les Vallées occitanes d'Italie. C'était l'époque du rock alternatif. Ils écoutaient Les Négresses vertes et leur nouvelle musique populaire. Dans les années 2000, ils sont invités en Italie, en Espagne, en France, en Autriche, et aux Pays-Bas.
Né de la mouvance dite « tradinovatrice », le groupe allie musique traditionnelle et rock 'n' roll. Ainsi, ils composent autant avec l’accordéon ou la flûte, qu’avec des instruments tels que la guitare électrique ou la batterie. Le  groupe  puise dans le répertoire traditionnel italien, d'un style proche du Massilia Sound System il a notamment collaboré avec le chanteur Papet J.

## Membres
- Stefano Degioanni - chant, flûtes
- Edoardo Degioanni - organetto, claviers
- Adriano Rovere - guitares
- Benjamin Newton - basse
- Roberto Gaia - batterie, percussions

## Discographie
- 2000 : Persi Pien
- 2005 : Reviori
- 2009 : Ambe vos (CD live accompagné du DVD du groupe en concert)
- 2012 : Maquina Enfernala (distribué par Egea Music)
- 2018 : Occitan (distribué par Egea Music)

Tous les disques sont auto-produits, les ventes étant assurées lors des concerts et via Internet.

## Principaux concerts et festivals
- 1992 : Festo de Lou Dalfin à Celle Macra (Piémont, Province de Coni).
- 1993 : Rescontre Occitan Caraglio (Piémont, Province de Coni).
- 1994 : Festa Italiana Kulturlabor Stromboli  Hall in Tirol (Autriche).
- 1996 : Folkontest à Casale Monferrato (Piémont, Province d'Alexandrie) - Hiroshima Mon Amour à Turin (Piémont) - Nuvolari Libera Tribù (Piémont, Province de Coni).
- 1997 : Ju-Bamboo (Ligurie, Province de Savone) - Centre social Askatasuna à Turin (Piémont), Centre social Gabrio à Turin (Piémont).
- 1998 :  Festival des Mediterranées, L’Intermediaire à Marseille - Festival Las Mondinas de Toulouse - Festival Contro  à Castagnole Lanze (Piémont, Province d'Asti) - Centre social autogéré La Talpa e l’Orologio  à Imperia (Ligurie).
- 2001 :  Fête de la Radio Onda D’Urto de Brescia (Lombardie) - Fête de la  Radio Blackout de Turin - Fête d'Arsoli (Rome).
- 2002 : Concert à l’Universite Autonome de Barcelone - Concert dans le Val d'Aran (Catalogne) - Radio Onde Furlane (Province d'Udine).
- 2003 : Euskal Herria Zuzenean Festibal à Saint-Martin-d'Arrossa (Pays basque).
- 2004 : Festival Estivada de Rodez.
- 2005 : Festival Occitania à Toulouse - Festives De Font Robert à Château-Arnoux-Saint-Auban (Alpes-de-Haute-Provence) - Baraond à Chieri (Province de Turin).
- 2006 : Concert à Bassussarry (Pays basque) - Bloom à Mezzago (Province de Milan) - Cabaret occitan de Carcenac-Peyralès (Aveyron).
- 2007 : Rai Radio1 trasmissione Demo.
- 2009 :  Hestiv’Oc de Pau - Live beer Festival de Zungoli (Campanie) - Celtie d’Oc de  Cazavet (Ariège) - Festival de Martigues - Fête de la musique de Nice - Festen d’Oc de Saurat (Ariège) -  Etnoforte à Vinadio (Piémont, Province de Coni) - Caminem per Oc de Nyons (Drôme).
- 2010 : Festival Radicazioni Alessandria del Carretto (Calabre) - Concert à El Paso occupato (Turin) - Festival International des langues minoritaires Suns à Udine (Frioul).
- 2011 : en mai, le groupe était à l'affiche de la quinzième fête de la musique prématurée qui a lieu chaque année à Puisserguier, avec notamment les Goulamas'k et leurs confrères italiens Lou Quinse.
- 2012 : Dock des Suds à Marseille en 1re partie de Zebda[3] - Mars : Stefano Degioanni participe au projet ok brigada international à Barcelone avec Nux Vomica, Belda Badabadoc, Joan Garriga[4],[5].